# István Vántus
István Vántus était un compositeur hongrois né en 1935 et mort en 1992.